# Long Season
Long Season (sous-titré ...we are not four seasons ; littéralement "nous ne sommes pas les quatre saisons") est le sixième album studio du groupe de dub japonais Fishmans.
Il sort le 25 octobre 1996 au Japon, distribué par Polydor Records. Il est enregistré en juillet 1996 et consiste en une seule composition de 35 minutes reposant sur une précédente chanson du groupe : Season. L'album reçoit un succès modeste sur la scène alternative japonaise, mais reste relativement inconnu en dehors du Japon jusque dans les années 2010. Il a depuis reçu un meilleur succès critique et a, par exemple, été classé comme septième meilleur album de tous les temps par le magazine Paste.
Fishmans interprète l'intégralité de l'album Long Season en un seul morceau lors de leurs derniers concerts en décembre 1998, dont un enregistrement a été inclus sur l'album 98.12.28 男達の別れ.

## Contexte
Le concept de Long Season est né de discussions entre les membres de Fishmans, qui cherchaient à créer un album d'une seule chanson s'écartant de leur précédent format en piste par piste. Au cours de plusieurs sessions d'enregistrement en juillet 1996, le groupe développe la composition singulière de l'album, Long Season , depuis leur travail précédent "Season" qui sortira en single en septembre 1996.

## Enregistrement
Fishmans a collaboré avec plusieurs musiciens invités pour l'enregistrement de Long Season. Leur collaborateur fréquent Honzi a notamment contribué aux claviers et au violon pour l'album. Les chanteuses de J-pop MariMari et UA participent également.
Long Season marque les débuts de Michio "Darts" Sekiguchi en tant que guitariste invité, rôle qu'il a rempli jusqu'au concert final du groupe. De plus, Asa-Chang, du groupe Asa-Chang & Junray (en) réalise un long passage de tabla improvisé, accompagné de divers éléments percussifs.

## Pistes
L'album comprend réellement une seule piste de 35 minutes, cependant divisée en différentes parties en fonction des versions.